# Тровање радијацијом
Тровање радијацијом је појава проузрокована јонизујућим зрачењем која се код људи и животиња манифестује кроз оштећивање органа и ткива. Овај појам се најчешће користи да би се изразило акутно тровање високим дозама радијације у кратком временском периоду, мада се користи и за дуже временске периоде. Клиничка дијагноза овог тровања се стручно зове акутни радијацијски синдром (АРС). Хронични радијацијски синдром постоји али је веома редак и најчешће се јавља код радника у нуклеарним постројењима и електранама. Разлика између акутног и хроничног тровања је у времену излагања радиоактивним изворима: код акутних тровања најраспрострањеније је кратко излагање високим дозама зрачења док је код хроничних потребан дужи временски период константног излагања.
Излагање радијацији повећава ризик од канцера, тумора и мутација. Каснија обољења се подразумевају као насумична последична веза са тровањем радијацијом.

## Разлика између акутног и хроничног тровања
Тровање радијацијом се најчешће везује за акутно тровање. Главни симптоми овог тровања су мучнина и повраћање. Постоји тачна шема повезаности временског периода излагања радијацији са каснијим симптомима и последицама. Време између излагања зрачењу и појаве почетних симптома може бити показатељ колико је зрачења апсорбовано. Брзина којом се симптоми појављују код човека се линеарно пење са повећавањем дозе озрачења. Веће дозе са собом повлаче теже симптоме и погоршавање здравственог стања озрачене особе. Код већих акутних озрачења постоји период кашњења који подразумева временски период у трајању од неколико дана (или сати код највећих доза озрачења) код којег су први симптоми краткотрајни и особа се осећа добро. Тек касније, када оштећена ткива и органи почну да губе своју функцију радиоактивне честице везане за ткива излазе на површину коже и стварају опекотине опасне по живот. Код благих доза озрачења (1-2 Gy) мучнина се јавља у првих 24-48 сати. Њу прате замор, главобоље и општа малаксалост. Код средњих доза озрачења (2-3.5 Gy) уз симптоме благог тровања јавља се и дијареја као последица тешког оштећења система за варење а повраћање и мучнина отпочињу у првих 12-24 сати након излагања радијацији. Након тога чести су примери и опадања косе, грознице, присуства крви у секрету, столици и током повраћања а отворене ране (у случају да их озрачена особа има) се тешко третирају. Код великих доза (3.5-5.5 Gy) мучнина и повраћање се јављају након 1 сата после излагања радијацији уз претходне симптоме тровања средњим дозама. Код веома великих доза (5,5-8 Gy) се уз све претходне симптоме јавља и дезоријентација, веома снажна мучнина и генерално смртност у првих 24-48 сати се повећава на 50%.
Дуже излагање радијацији, код доза које су мање од акутних доза тровања радијацијом, повећава ризик од канцера проузрокованог мутацијом генских ћелија. Ако су канцери и малигна обољења проузроковани хроничним тровањем радијацијом онда се праћење болести, симптоми, лечење и тежина болести не везују за тровање радијацијом пошто се тровање прекида а све ове болести представљају резултат дуговременског излагања зрачењу.
Радијација се у неким случајевима користи као средство лечења код малигних обољења радиотерапијом.

## Излагање радијацији

### Упоређивање спољашњег и унутрашњег излагања

#### Спољашње излагање радијацији
Спољашње излагање радијацији представља излагање особе спољном извору који емитује јонизујуће зрачење. Код ове врсте зрачења извор остаје и зрачи ван тела особе изложене зрачењу. Примери спољашњег зрачења су следећи случајеви:
- Особа која се налази у близини слободних радиоактивних елемената у природи
- Особа која се налази у близини озрачених предмета који емитују зрачење
- Свемирски космонаути који су озрачени радијацијом у свемиру
- Особе које су лечене радиотерапијом

У овом случају дозу радијације је лако установити и објекат не постаје и сам радиоактиван осим у случајевима када радијација делује концентрисаним неутронским снопом који активира објекат који и сам постаје радиоактиван. Такође, објекат или особа може бити контаминирана спољашњим извором без уласка истог у организам (као на пример код радиоактивних падавина када радиоактивне честице падају на кожу, након чега се врши деконтаминација.

#### Унутрашње излагање радијацији
Унутрашње излагање радијацији представља најопаснију појаву која, у зависности од временског интервала и интензивности извора радиоактивности, проузрокује најтежа оштећења ћелија у организму. Неки од примера су:
- изотопи Калијума који се налазе у људском телу
- случај када особа унесе радиоактивну честицу у организам (прашина, контаминирана храна или вода итд.)

### Нуклеарно ратовање и тестови бомби
Нуклеарни ратови и тестови нуклеарних бомби су сложени процеси који изазивају тровање радијацијом на више начина.
- Експлозија нуклеарне бомбе ствара инфрацрвени топлотни талас, односно талас испод спектра видљиве светлости, који топлотном радијацијом сагорева људску кожу и све осетљиве делове људског тела (очи, усне, периферне делове система слуха итд.). Разлика између овог и јонизујућег зрачења је та што код јонизујућег зрачења зраци продиру кроз цело тело, док код инфрацрвеног зрачења страдају површински органи.
- Бета зрачење од стране кратког јонизујућег зрачења. Ово зрачење се најчешће везује за нуклеарне падавине, непосредно након експлозије бомбе, када су честице прашине и отпада са земље активиране и опасно контаминиране. Права опасност од оваквих честица је уношење у организам, спољно дејство су благе опекотине на тачкама додира са кожом.
- Гама зрачење као најопаснија последица експлозије нуклеарне бомбе. Ово зрачење продире кроз целокупно људско тело и изазива најтежа тровања радијацијом.

На слици десно се виде ефекти нуклеарне бомбе. Термална радијација је сагорела кожу жене на слици у шарама које одговарају њеној одећи. Јасно се види разлика између термалне са једне и бета и гама радијације са друге стране. Термална радијација уништава органе и ткива изложене таласу дејства (страда она страна тела која је директно изложена/окренута извору топлоте). Такође, види се и разлика између дејства на тканину светлије и тамније боје: светлија боја тканине рефлектује више светлости од тамније (испод које су се и створиле ове тешке опекотине).
Постоји и ризик унутрашње радијације уношењем радиоактивних елемената у организам (преко нуклеарних падавина).

### Несреће везане за нуклеарне реакторе
Као прва несрећа везана за нуклеарне реакторе узима се инцидент на совјетској нуклеарној подморници К-19, током кога су неки чланови посаде примили дозе од преко 50 Sv.
Најтежа несрећа везана за нуклеарне реакторе десила се у Чернобиљској електрани у 01:23 по московском времену 26. априла 1986. године. Ова несрећа је била равна нуклеарној катастрофи а последице се и даље осећају. Како је време полураспада радиоактивних елемената који су ослободили изотопе Јода 131I истекло последица која погађа зону нуклеарне несреће је присуство Цезијума 137Cs и Стронцијума 90Sr, чије је време полураспада око 30 година.

### Друге несреће
У централном Бразилу, држави Гојас, 13. септембра 1987. године догодио се инцидент који је убио 4, хоспитализовао 28 и озрачио преко 200 људи, када је из непрописно одложеног контејнера за цезијум хлорид извађен радиоактивни материјал.

### Путовање кроз свемир
Током путовања кроз свемир космонаути се излажу радијацији у свемиру која потиче од радијације у доњој орбити планете Земље а највероватније и од Сунчане радијације. Ова форма радијације још увек није сасвим добро испитана али се примећени примери тровања радијацијом код космонаута који дуго бораве у свемиру.

### Намерна тровања
Дана 23. новембра 2006. године умро је Александар Литвињенко од последица намерног тровања полонијумом. Ово је први званични случај мада су се слични случајеви дешавали и у прошлости (пример дефектора Николаја Хохлова, официра КГБ-а који је 1953. године пребегао у САД).

## Превенција
Најбоља заштита од тровања радијацијом је минимално излагање извору радијације, колико год је то могуће и удаљавање од самог извора. Постоје разни методи заштите у оквиру зоне дејства извора радијације (када се присуство не може избећи) а сви се своде на спречавање продирања гама зрака елементима високе густине (као што је олово) и деконтаминацијом (у случајевима где су радиоактивне честице на организму).

### Одстојање
Доза коју људско тело прима смањује се са повећавањем одстојања особе од извора зрачења. Ово је један од најбољих начина заштите који се примењује коришћењем дозиметара (инструмената мерења примљене дозе код човека) као и коришћењем Гајгер-Милеровог бројача.

### Временски интервал
Са повећавањем времена проведеног током излагања извору радијације повећава се и доза зрачења, односно ниво тровања радијацијом.

### Редукција унесених радиоактивних честица
Постоје и начини редукције ефеката унесених радиоактивних честица. Они се заснивају на хемијском принципу уношења Калијум јодида који у великој мери смањује ризик појаве канцера штитасте жлезде али само ако се дозирање обави убрзо након излагања радиоактивном извору. Такође, ово је најбољи начин превенције излагању радиоактивном Јоду 131I.

### Дељење доза
Када се доза радијације подели на одређен временски период ефекти тровања радијацијом се смањују. Једна иста доза примљена у року од 24 сата и на пример 10 дана нема исти ефекат на човека. Ово представља такозвану „трку са временом“, односно зависи од тога колико времена је дато организму да својим метаболизмом и процесима обнови оштећене ћелије. Најбољи случај представљају дозе које су совјетски рудари примили током санације експлозије у Чернобиљу, које су примљена у временском интервалу од 28 дана а које нису створиле акутно тровање.
Радиобиологија је открила да, током излагања ћелија радијацији, повећавањем дозе радијације смањује се број ћелија које преживљавају. Такође, у експериментима је доказано да ако се група ћелија озрачи а након тога прође одређен временски период пре него што се зрачење настави, да се могућност преживљавања ћелија повећава. Међутим, права опасност дејства јонизујућег зрачења на човека је та што људско тело садржи више врста ћелија које имају различиту отпорност на зрачење, као и различите могућности опоравка, тако да је губитак једне врсте ћелија или једног органа у неким случајевима довољан да обележи смрт особе која је изложена радијацији.
Пример је губитак крвних ћелија које се делом стварају у коштаној сржи а који проузрокује смрт. На слици испод приказано је хипотетично људско биће са својим ћелијама, које је озрачено одређеним дозама радијације. Плавом линијом означена је крива односа дозе и могућности преживљавања код константног зрачења без дозирања. Црвеном линијом је означено зрачење код кога се зрачење дозира на одређен временски период.

## Лечење
Тренутне могућности не дозвољавају неутрализовање ефеката зрачења. У лечењу се користе највише анестетици и антиметици који ублажавају болове код средњих и великих доза радијације док се антибиотици користе као помоћ имунском систему озраченог човека код кога радијација уништава или тешко оштећује имунски систем (као превенција или ублажавање каснијих болести). Ради се и на медикаментима који ублажавају дугорочно дејство радиоактивних честица на ћелије и њихово уклањање из организма.

### Излагање целог тела према излагању једног дела тела
Постоји велика разлика између излагања једног дела тела према излагању целог тела акутној радијацији. Организам може да поднесе губитак периферних органа и преживи, када на пример јонизујуће зрачење тешко оштети руку или ногу. Губљење периферних делова тела даје организму шансу да преживи док се у случајевима озрачивања целог тела та шанса преживљавања смањује обрнуто пропорционално са повећавањем дозе и броја озрачених органа. У случају да се периферни део људског тела озрачи тај случај се третира као локално радијацијско тровање.

### Експерименти са ублажавањем ефеката радијације на коштану срж
Институт за радиобиолошко истраживање војске САД је вршио експерименте везане за хемијско ублажавање ефеката зрачења на коштану срж. Примећено је да Андростенедиол и Неумун позитивно делују на коштану срж тако што везивањем радиоактивних честица на себе и каснијим избацивањем из организма повећавају шансу за функционисање ћелија унутар коштане сржи. Доказано је и да лекови за третман остеопорозе као што је Биофосфат ублажавају дугорочно дејство радијације на коштану срж. Мора се напоменути да сви ови медикаменти не делују превентивно већ се примењују након дејства радијације на ћелије организма.

## Табела нивоа тровања и симптома
Годишњи лимит на унос (на енглеском Annual limit on intake - (ALI)) је изведена величина количине радиоактивног материјала које људско тело може да прими без изазивања краткорочних или дугорочних последица на здравље особе. Табела која следи је изражена у сивертима (Sv) и рендгенима по човеку (rem - Röntgen equivalent man):

### 0.05–0.2 Sv (5–20 rem)
Нема симптома. Постоји мала могућност канцера (код генетички предиспонираних особа). Неки научници тврде да ове дозе могу благородно и позитивно да утичу на човека. Ово је истовремено и горња граница годишње дозе радника у многим земљама.

### 0.2–0.5 Sv (20–50 rem)
Нема приметних симптома. Број белих крвних зрнаца опада на кратки временски период.

### 0.5–1 Sv (50–100 rem)
Благо радијацијско тровање са благим вртоглавицама, главобољама и повећаним ризиком од инфекција. Привремени мушки стерилитет је могућ.

### 1–2 Sv (100–200 rem)
Лако тровање радијацијом, око 10% смртности 30 дана након тровања. Благи симптоми видљиви (мучнина, вртоглавица, главобоља). Повећана опасност од инфекција.

### 2–3 Sv (200–300 rem)
Средње тровање радијацијом, смртност око 35% 30 дана након тровања. Симптоми веома изражени са кратким временом кашњења.

### 3–4 Sv (300–400 rem)
Тешко тровање радијацијом, смртност око 50% 30 дана након тровања. Симптоми су слични као код тровања дозом од 2 до 3 Sv са појачаним унутрашњим крварењем (поткожним, крварењем у бубрезима и устима). Код дозе од 4 Sv преко 50% људи доживљава ове реакције које трају од 7 до 15 дана.

### 4–6 Sv (400–600 rem)
Акутно тровање радијацијом, смртност око 60% 30 дана након тровања. Смртност расте са порастом дозе до 90% са дозом од 6 Sv ако пацијент није под интензивним медицинском лечењем. Симптоми се јављају већ у првих неколико сати од почетка тровања и трају по неколико дана. Након тога следи латентна фаза, односно фаза када симптоми нису изражени а оболела особа се осећа генерално добро. Ова фаза је сигуран показатељ тешког тровања радијацијом и прате је симптоми слични оним код тешког тровања радијацијом са тенденцијом веће интензивности и честим потпуним женским стерилитетом. Лечење и опоравак трају од неколико месеци до годину дана а примарни узроци смртности су унутрашње крварење и инфекције.

### 6–10 Sv (600–1,000 rem)
Акутно тровање радијацијом, смртност приближно сигурна након 14 дана. Преживљавање након оваквог тровања скоро немогуће а заснива се на трансплантацијама и будном медицинском негом. Коштана срж је потпуно уништена, унутрашњи органи су тешко оштећени а први симптоми се јављају у првих неколико сати, са краћом латентном фазом од 2 до 10 дана након кога наступа смрт. Совјетски пилоти хеликоптера током санације катастрофе у Чернобиљу су примили ову дозу и након интензивног лечења у Московској болници број 6. у великом броју умрли 10 дана након летова изнад разрушеног реактора у Чернобиљу.
Постоје случајеви преживљавања оваквих доза али се они заснивају на подељеној дози. Константна доза до 1.000 rem је фатална и тешко оштећује организам.

### 10–50 Sv (1,000–5,000 rem)
Акутно тровање радијацијом, смртност до 100% 7 дана након тровања. Време јављања првих симптома се мери у минутима и након тровања латентни период је кратак а окарактерисан је потпуном слабошћу тела, губитком оријентације, повишеним крвним притиском, дијарејом и губитком електролита у телесним течностима. Следи стање шока и делиријума након кога наступа сасвим извесна смрт. Не постоји начин лечења у овој фази, за третман се једино користе лекови за ублажавање болова.

### Преко 50 Sv (>5,000 rem)
Код доза преко 50 Sv смрт је сасвим сигурна а наступа веома брзо, често и у првих 24 сати. Не постоји ниједан начин лечења након излагања овим дозама и у историји коришћења радиоактивних елемената и честица нико није преживео ове дозе. Инциденти са овим дозама се веома ретко догађају и против њих не постоји ефикасни начин заштите осим држања сигурног одстојања од извора радијације.

## Кожни радијацијски синдром
Последњих година проучава се кожни радијацијски синдром (КРС) као комплексна појава која у неким аспектима одудара од модела радијацијских тровања унутрашњих органа у телу човека. Само акутно радијацијско тровање прати оштећење коже, некад и од контаминације коже и одеће. Након излагања коже акутним дозама радијације први симптоми који се јављају на површинском слоју коже су слични излагању високим температурама: црвенило, опекотине и љуштење коже. Касније ови симптоми се појачавају и трансформишу у отворене ране које се веома тешко лече. Међутим, кожа има јак систем регенерације мада длаке на кожи, приликом излагања високим дозама радијације, бивају потпуно уништене и често се не регенеришу. Јавља се и тешка некроза чија површина зависи од површине коже изложе радијацији али и од јачине саме радијације.

## Историја
Иако је радијација откривена у касном 19. веку опасности које радијација носи по људско тело су откривене тек касније. Радиоактивно надрилекарство 20-их година 20. века је одличан показатељ незнања основних фактора и опасности излагања радијацији, када је тржиште Европе и САД преплављено производима из домена козметике и лекова обогаћених радиоактивним честицама. Тек почетком 1940. године уочени су јасни знаци опасности радијације и започет је процес испитивања и заштите од зрачења. Права снага радијације и њени ефекти показали су се у 1945. години након експлозија у Хирошими и Нагасакију. Крајем 20. века развијени су бољи начини заштите и детектовања радијације али се права немоћ и конфузија показала 1986. године током Чернобиљске катастрофе.